# Production I.G
Production I.G, Inc.  (株式会社プロダクション・アイジー, Kabushiki-gaisha Purodakusyon Ai Jī) é um estúdio de animação japonês fundado a 15 de dezembro de 1987 por Mitsuhisa Ishikawa. A sede da empresa está localizada em Musashino, Tóquio.
A Production I.G esteve envolvida na produção de vários animes, OVAs, filmes, cutscenes de videojogos, assim como na publicação de música e gestão. Entre as suas obras mais proeminentes conta-se com Patlabor, Ghost in the Shell , Shingeki no Kyojin e o estúdio também foi o responsável pela serialização de outras obras, como Kuroko no Basket e Psycho-Pass. O estúdio também está fazendo as adaptações do anime Haikyuu!!, a terceira temporada irá lançar até em outubro de 2016.

## História
Production I.G. Inc. é um estúdio de animação japonesa e empreendimentos de produção, que foi fundada no dia 15 de dezembro de 1987 por Mitshuhisa Ishikawa. Este acontecimento ocorreu durante a criação da série Zillion, pela Tatsunoko Productions, onde Mitsuhisa Ishikawa era o produtor responsável pela série. Com a dispensa do pessoal excedente da ramificação da Tatsunoko acabou por conduzir o famoso desenhista Takayuki Goto, a se juntar a essa filial, juntamente com Ishikawa na produção da série.
Da parceria entre Mitsuhisa Ishikawa e Takayuki Goto nasceu a IG Tatsunoko Limited em 1987, cujas inicias dos sobrenomes de Ishikawa e Goto (IG) acabaram por incorporar o principal nome da empresa, que tinha como principais acionistas, além de Ishikawa e Goto, a presença de Hideaki Hatta e a própria Tatsunoko Productions e funcionava como uma filial da Tatsunoko.
Desde a sua fundação, o estúdio esteve envolvido na produção de vários animes para televisão, OVAs, filmes teatralizados e videogames. Entre os seus trabalhos mais importantes estão as séries Platabor e Ghost in the Shell. A empresa também se consolidou devido à alta qualidade de suas animações e também por preocupar em produzir animes de sua própria criação e não derivações de mangás, como normalmente acontece.
Desde o inicio de suas produções, o estúdio já mostrava trabalhos notáveis, caracterizada pela adaptação do anime cinemática da história de Patlabor, criada pelo grupo HEADGEAR. Durante as fases finais da produção de Patlabor 2, a companhia rompeu a relação com a Tatsunoko Productions, que detinha 20% das ações da empresa e seu nome passou a ser denominado Productions I.G. Inc. como a conhecemos atualmente, em setembro de 1993. Desta forma, o filme Patlabor 2, que foi apresentada em agosto de 1993 representa o último produtor com a assinatura IG Tatsunoko Limited.
Em 2000 o estúdio se fundiu com ING, uma outra companhia que também foi fundada pelo Mitsuhisa Ishikawa e mais tarde em 4 de julho de 2007, a companhia anunciou sua fusão com a Mag Graden.